# 蜜妮·卓芙
艾米莉婭·菲奥娜·杰西卡·「蜜妮」·卓芙（Amelia Fiona Jessica“Minnie”Driver，1970年1月31日—）是一位英美女演员和歌手。她凭借在1995年的《他們愛的故事》中脱颖而出的角色而声名鹊起。此後她出演了一系列电影，包括经典电影Grosse Pointe Blank、音乐剧《歌剧魅影》、《金錢遊戲》；并为宫崎骏的動畫電影《魔法公主》中的黑帽大人配音。也曾出演導演范桑的《心靈捕手》，她亦此部電影获得了奥斯卡最佳女配角奖和美國演员工会奖的提名。
在成为女演员之前，她以歌手身份开始，并在她的职业生涯中发行了三张完整的个人专辑。她还为各种动画系列和电影配音，包括《泰山》。

## 外部連結
- 官方网站
- 蜜妮·卓芙在互联网电影资料库（IMDb）上的資料（英文）
- Minnie Driver在Enjoy Movie上的電影作品列表 （页面存档备份，存于）